# Односи Србије и Албаније
Односи Србије и Албаније су инострани односи Републике Србије и Републике Албаније.

## Историја односа

### Средњи век
Данашња Албанија била је део територије српских краљева и цара Стефана Душана Силног.

### Балкански ратови
У септембру 1913. избио је први оружани сукоб на српско-албанској граници.

### Први светски рат
У Првом светском рату Краљевина Србија је кренула у ослобађање територије данашње Албаније последњег дана маја 1915. После тројне инвазије и окупације Србије српска војска ће се у зиму 1915/1916. повући преко Албаније на грчко острво Крф.

### Односи Југославије и Албаније

#### Између два светска рата
Крупно питање коначно разграничење са Албанијом је дошло на дневни ред после пријема ове земље у Друштво народа 1921. Пре тога је постојала неутрална зона, ширине четири до шест километара, која је често служила као уточиште одметника. Питања која су остала после разграничења 1913. (Свети Наум, Лим) преузела је комисија коју је именовала Конференција амбасадора и она је Свети Наум доделила Албанији. Пошто је Краљевина СХС оспорила ово решење пред Друштвом народа његов Савет је пренео Међународном суду правде који је потврдио став комисије а Краљевина је ово питање решила тек у директним преговорима са Албанијом и протоколу из Фиренце потписаном 1926. године.
Влада Краљевине СХС је донела одлуку о признању независности Албаније 24. марта 1922. У време Краљеве свадбе Александра Карађорђевића јуна 1922. је присуствовала делегација албанске владе са делегатом Али−Ризом пашом Колоњом.
Након убиства Авнија Рустемија у априлу 1924. у Албанији је дошло до Јунске револуције у којој је на власт дошао Фан С. Ноли, док је Ахмет Зогу побегао у Краљевину СХС. Тамо је добио помоћ за повратак у земљу већ следећег децембра, када је и срушио Нолијеву владу. Следеће године је установљена Албанска република чији је председник био Зогу; постигнут је споразум о измени границе са КСХС, Свети Наум је припао Краљевини СХС. Албанија под Зогуом ипак прелази под италијанско покровитељство – Тиранским пактом из 1926. скоро да постаје колонија. Краљевина Албанија је проглашена 1928. године.
Априла 1939. Италија је заузела Албанију. Италијански краљ Виктор Емануел је проглашен за краља Албаније – земља ће бити италијански протекторат до 1943. године.

#### Други светски рат
У Другом светском рату, фашистичка Италија је свом албанском протекторату прикључила делове окупиране Југославије, укључујући целу Метохију и већи део Косова.

#### Период комунизма
Дана 9. јула 1946. ФНРЈ и Народна Република Албанија су потписале уговор о пријатељству и узајамној помоћи. Уговор је закључен приликом првог боравка генерал-пуковника Енвера Хоџе у Београду јула 1946. године. У плану је била Балканска федерацији у којој би Албанија, као седма федерална јединица, ушла у састав ФНРЈ. У том контексту постојала је и идеја о припајању Косова и Метохије Албанији, као новој чланици федерације.

#### Односи СР Југославије и Албаније
Београд и Тирана су, након прекида током НАТО бомбардовања априла 1999, поново успоставили дипломатске односе у јануару 2001. године.

### Односи Републике Србије и Републике Албаније
Албанија је признала једнострано проглашење независности Косова 2008. године.
Албанија је приступила НАТО пакту 2009. године.
Обе државе воде политику приступања ЕУ где обе државе имају статус кандидата за чланство. Ове државе су део иницијативе Отворени Балкан.
Дванаестог јануара 2024. српска агенција БИА ухапсила је држављанина Србије који је са мрежом сарадника за потребе Државне информативне службе Албаније ШИШ прикупљао податке о припадницима безбедносних служби Србије и Србима са Косова и Метохије. За ШИШ је био присутан на терену у кризним ситуацијама на северу Косова и Метохије, за време протеста и барикада. Крајем јануара ухапшен је један Новопозарац, такође сарадник ШИШ.

## Билатерални односи
Србија и Албанија су успоставили званичне дипломатске односе 25. априла 1914. године.

### Посете
- Премјер Албаније Еди Рама посетио је Србију у новембру 2014. године, предводио албанску делегацију на састанку Кина-земље ЦИЕ у Београду у децембру 2014. г. и боравио у радној посети у октобру 2016. г.
- маја 2015. године Албанију је посетио председник Владе Александар Вучић.
- марта 2015. године Албанију је посетила председница НС РС Маја Гојковић.

### Економски односи
Робна размена представља основу економске сарадње и карактерише је наглашен суфицит на страни Србије.
- У 2020. години Србија је у Албанију извезла робу у вредности 178,7 милиона долара, а увоз из Албаније је износио око 51,4 милиона УСД.
- У 2019. укупан обим размене износио је 206 мил. долара, од чега је извоз Србије износио 158 мил. УСД, а увоз из Албаније око 48 мил. долара.
- У 2018. години извоз је износио 159 милиона долара, а увоз 53 милиона УСД.[12][13]

### Дипломатски представници

#### У Београду
- Бардул Цанај, амбасадор, 2024. -[14]
- Иљир Бочка, амбасадор, 2014. - 2023.[15]
- Шпетим Чаушија, амбасадор, 2009. - 2013.
- Спиро Кочија, амбасадор, 2007. - 2008.
- Петрит Бушатија, амбасадор, 2002. - 2006.
- Едмонд Хаџинасто, отправник послова, 2001. - 2002.
- Фљориан Нова, отпр. послова
- Вилија Манолија, отпр. послова, 1993. -
- Кујтим Хисенај, амбасадор, 1986. - 1992.
- Лик Сеитија, амбасадор, 1982. - 1986.
- Сократ Пљака, амбасадор, 1975. - 1982.
- Димитер Љаманија, амбасадор, 1971. -
- Лик Сеитија, отпр. послова
- Андреа Шкодранија, отпр. послова, 1965. -
- Тахмаз Бећарија, амбасадор, 1959. - 1964.
- Бато Карафилија, амбасадор, 1954. -
- Рамадан Читаку, амбасадор, 1947. - 1948.
- Тук Јакова, амбасадор, 1946. - 1947.
- Хисни Капо, амбасадор, 1945. - 1946.
- /  Тахир Штила, отпр. послова, 1927. -  а касније и посланик, 1937. - 1939.
- Рауф Фицо, посланик, 1933. − 1936.
- Џафер Вила посланик, 1929. - 1932.
- Цена-бег, посланик, 1925. - 1927.
- Ставро Ставру, посланик (по реду други посланик), 1925.
- Али−Риза паша Колоња, посланик, 1924. - 1925.

#### У Тирани
- Слободан Вукчевић, амбасадор, 2021-
- Дејан Хинић, отправник послова, 2020-2021.
- Мирољуб Зарић, отпр. послова, 2006-2010. а затим и амбасадор, 2010-2020, у континуитету 2006-2020
- Марко Цамај, амбасадор, 2004—2006.
- Живорад Симић, отпр. послова, 2003—2004.
- Цафо Капетановић, отпр. послова, 2001—2002. а затим и амбасадор, 2002—2003.
- Станимир Вукићевић, отпр. послова, 1995—1999.
- Мирољуб Зарић, отпр. послова 1992 - 1995.
- Предраг Пјанић, амбасадор, 1990—1991.
- Новак Прибићевић, амбасадор, 1986—1990.
- Милан Георгијевић, амбасадор, 1983—1986.
- Бранко Коматина, амбасадор, 1979—1983.
- Трајко Липковски, амбасадор, 1975—1979.
- Јован Печеновић, амбасадор, 1971. - 1975.
- Арсо Милатовић, посланик, 1956 - 1958.
- Предраг Ајтић, посланик, 1954. - 1956.
- Јакша Петрић, посланик, 1949. - 1954.
- Душан Диминић, посланик, 1948. - 1949.
- Јосип Ђерђа, 1945—1948.
- Велимир Стојнић, посланик, април 1945. - октобар 1945.
- Иван Вукотић, посланик, 1939.
- Радоје Јанковић, посланик, 1936. - 1939.
- Јован Ђоновић, посланик, - 1936.
- Ђорђе Настасијевић, посланик, - 1932.
- Драгомир Касидолац, отправник послова
- Богољуб Јевтић, 1926. -
- Бранко Лазаревић, посланик, 1925. - 1926.
- Александар Цинцар-Марковић, отпр. послова, 1923. - 1925.
- Настас Илић, отпр. послова, 1922. - 1923.

Поред српске амбасаде у Тирани, у Албанији постоји и амбасада тзв. Косова у Тирани, као и неколико удружења српских грађана и српске мањине, који су углавном сконцентрисану у Скадру.
Поред албанске амбасаде у Београду, у Србији постоји и конзулат (тзв. амбасада) Албаније у Приштини, као и конзулати у Пећи, Призрену, Ђаковици и Вучитрну.

## Занимљивости
Скадарска улица и боемска четврт Скадарлија у Београду носе име по граду Скадру у Албанији. Палата Албанија је названа по истоименој кафани чије је место заузела.

## Поређење
|                 | Албанија                | Србија                  |
| --------------- | ----------------------- | ----------------------- |
| Становништво    | 2 845 955               | 8 799 865 (са КиМ)      |
| Површина        | 28 748                  | 88 361 km²              |
| Главни град     | Тирана - 557 422        | Београд - 1 687 132     |
| Облик владавине | Парламентарна република | Парламентарна република |
| Званични језик  | Албански                | Српски                  |